# Силовий трансформатор

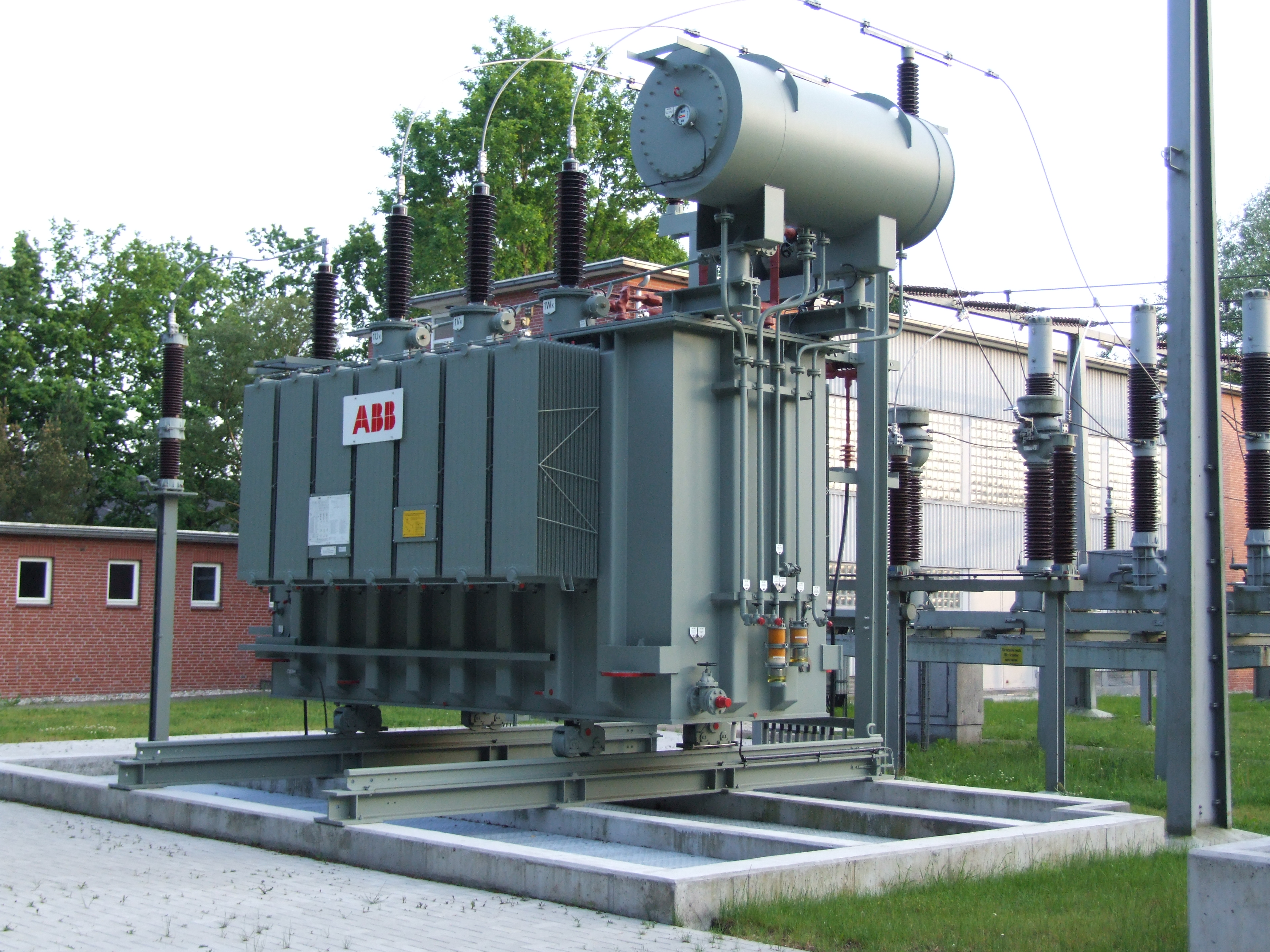
Трифазний силовий трансформатор трансформаторної підстанції відкритого типу

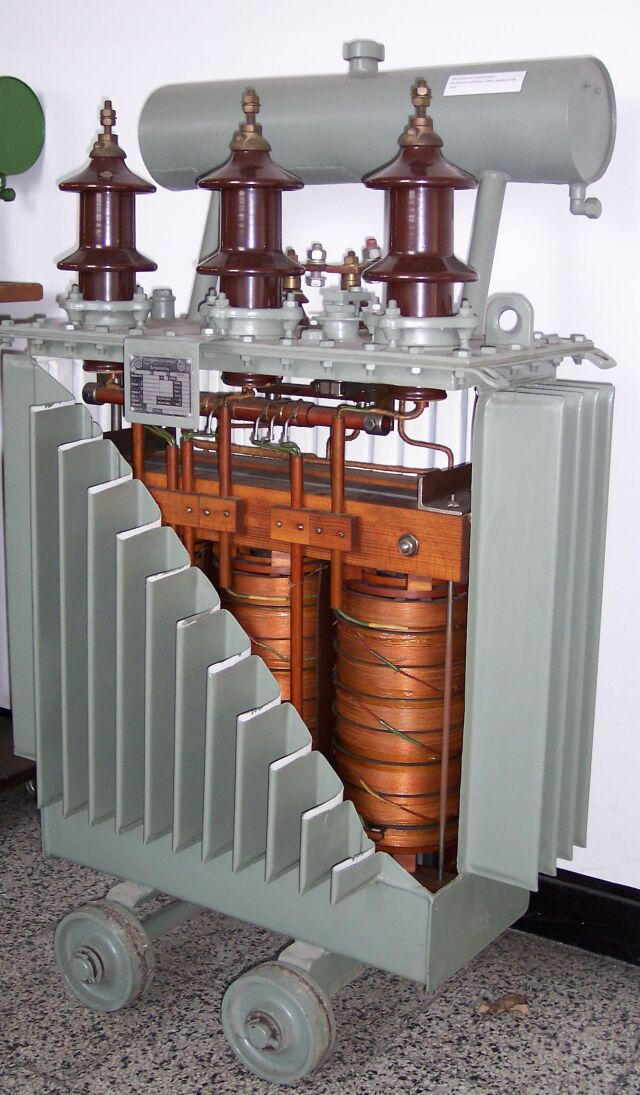
Трифазний силовий масляний трансформатор з вирізом у баку для демонстрації конструкції

Силови́й трансформа́тор (англ. power transformer) — непересувний потужний пристрій, трансформатор з двома або більше обвитками, який за допомогою електромагнітної індукції перетворює певну систему змінної напруги та струму, в іншу систему змінної напруги й струму, здебільшого різних значень, за тієї-ж частоти задля передавання електроенергії та її використання.

## Будова силового трансформатора
До основних складових силового трансформатора належать обвитки, які намотано на шихтоване осердя (магнітопровід) з пластин електротехнічної сталі завтовшки 0,35 або 0,5 мм. Обвитки, виконують з проводу прямокутного або круглого перерізу (мідь або алюміній) та концентрично розташовано на стрижні магнітопроводу й ізольовано кабельним папером. Обвитки нижчої напруги розміщують ближче до стрижня, а обвитки вищої напруги — над ними. Для забезпечення умов охолодження між обвитками залишають простір завширшки 5-8 мм. Магнітопровід з обвитками встановлено в особливе вмістище (у разі масляних трансформаторів). Улаштування вмістища (баку) визначається потужністю трансформатора та умовами його охолодження. Тож у використанні зустрічаються трансформатори, що мають баки з гладкою та ребристою поверхнею, з додатковими радіаторами і без них. На кришці бака розташовано виводи обвиток. Обвитки можуть мати нульовий вивід (нейтраль), який призначено для їх заземлення. Якщо нульовий вивід трансформатора заземлюється, то ця обвитка називається глухо заземленою, у протилежному випадку — з ізольованою нейтраллю.
Також на кришці бака розташовано навісне обладнання: вихлопна труба, газове реле, пристрій регулювання напруги (РПН — регулювання під навантаженням, або перемикач без збудження — ПБЗ), розширник і оливопровід, що сполучає розширник із самим баком тощо.

## Основні складники силового трансформатора

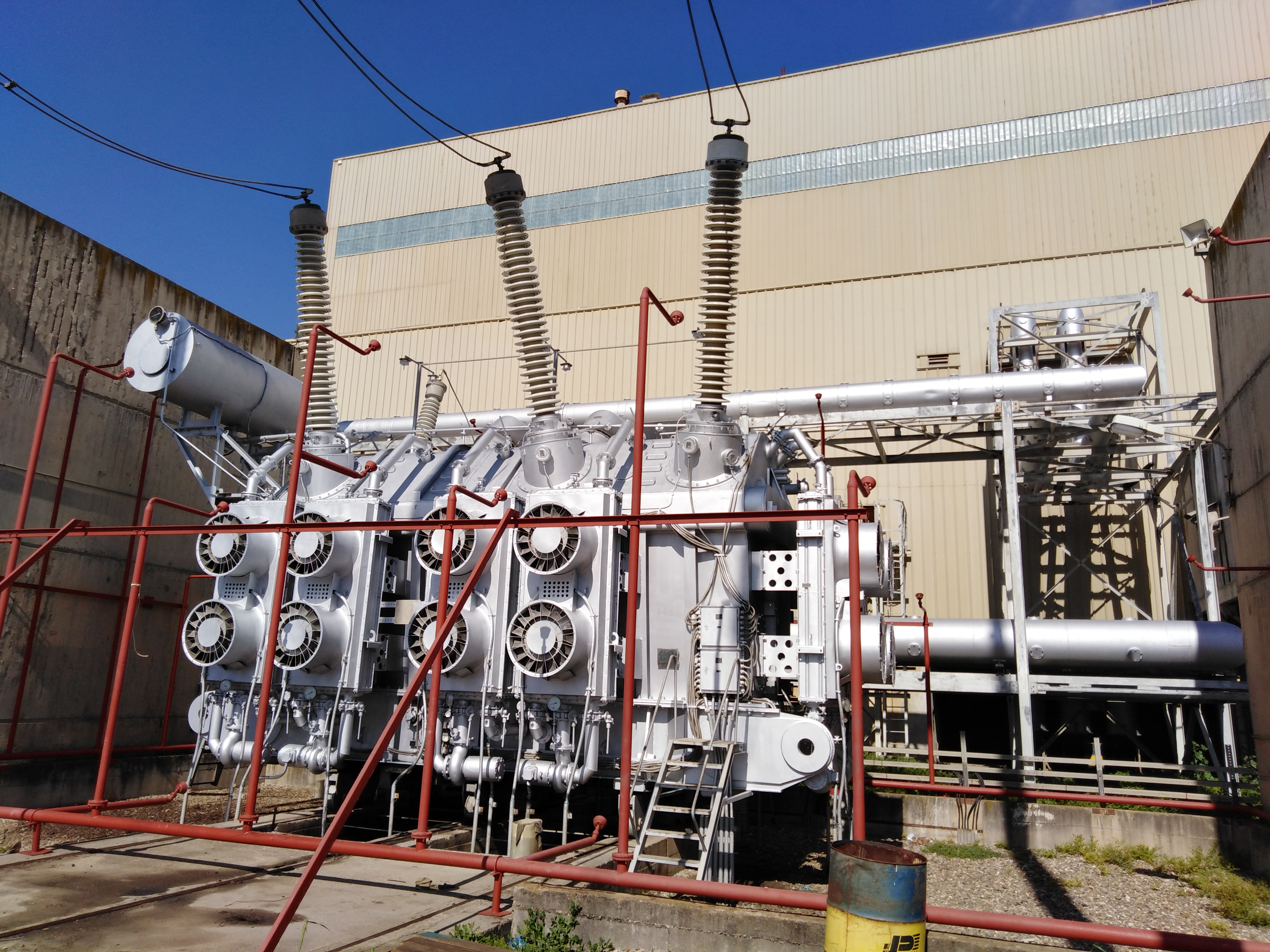
Трансформатор ТДЦ-250000/220Т1; 15,75/235 кВ, 250 000 кВА. ТЕС Джиджель 3-й блок, Алжир

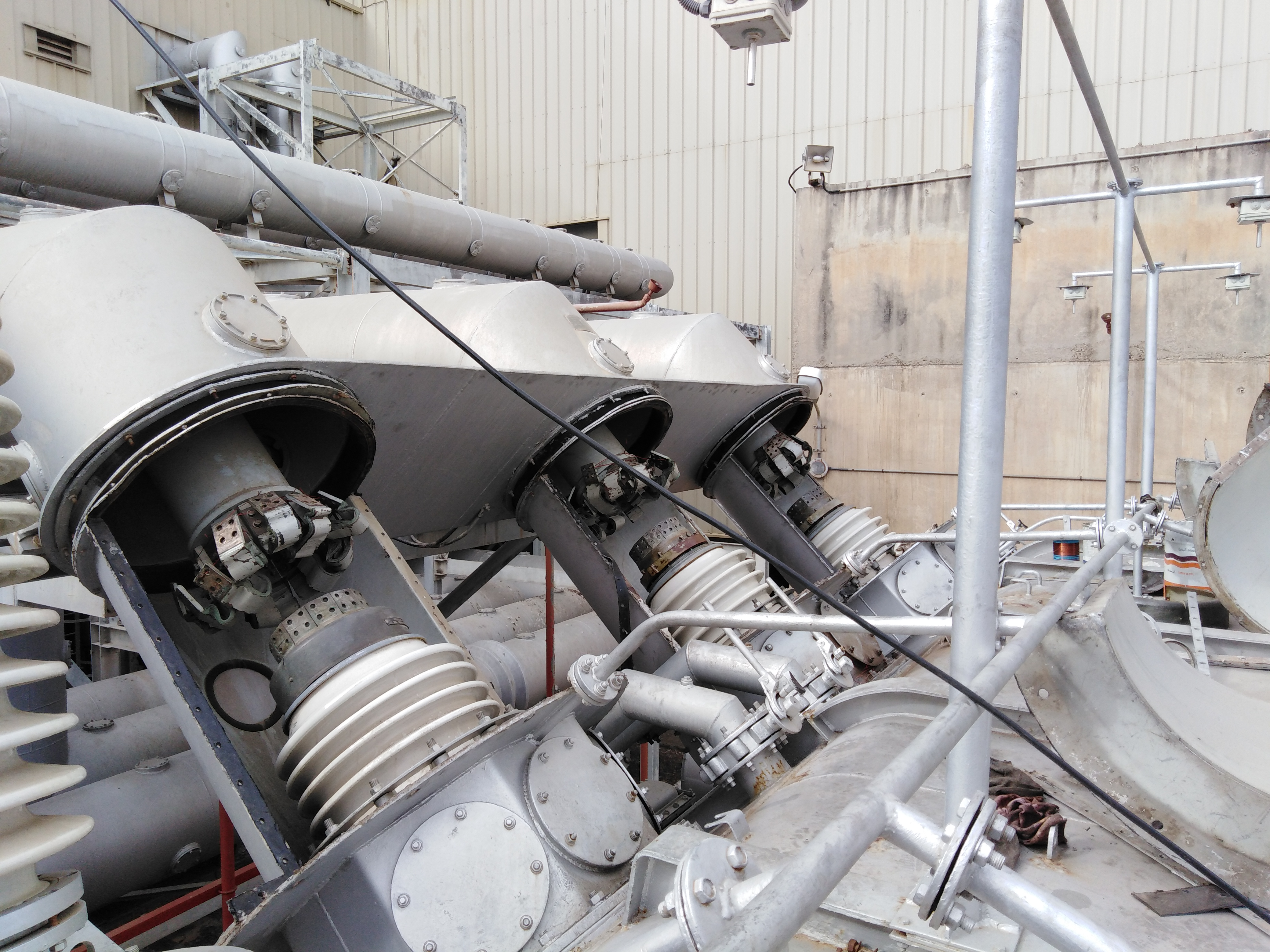
Вводи 15,75 кВ, силового трансформатору ТДЦ-250000/220Т1 15,75/235 кВ. Розібрані кожухи шинопроводу, та ошиновка. ТЕС Джиджель 2-й блок, Алжир

### Виводи трансформатора
Підведення напруги живлення та приєднання навантаження до трансформатора, проводиться за допомогою так званих "виводів ". Виводи у сухих трансформаторах може бути розташовано на клемній колодці у вигляді болтових контактів, або з'єднувачів з плоскими контактами і можуть розміщуватися як зовні так і всередині знімного корпусу. В оливних (або заповнених синтетичними рідинами) трансформаторах виводи поміщаються лише зовні на кришку, або на бічні сторони бака, а передавання струму від внутрішніх обвиток крізь гнучкі з'єднання (демпфери) на мідні або латунні шпильки з наріззю. Ізолювання шпильок від корпусу здійснюється за допомогою прохідних ізоляторів (виготовляються з особливої порцеляни або пластмаси), усередині яких проходять шпильки. Защільнення всіх зазорів у виводах здійснюється прокладками з оливобензостійкої гуми.
Виводи трансформаторів за улаштуванням поділяються на:
- виводи з головною ізоляцією порцелянової покришки;
- виводи з оливо-бар'єрною ізоляцією;
- конденсаторні прохідні ізолятори;
- виводи з паперово-оливною ізоляцією;
- виводи з RIP-ізоляцією (англ. resin impregnated paper — папір просочений смолою) (з порожнистим ізолятором або з прямим литтям ізолятора);
- виводи з елегазовою ізоляцією.

### Охолоджувачі
Охолоджувальне устаткування забирає гарячу оливу у верхній частині бака і повертає її вже охолоджену, у нижню бічну частину. Холодильний пристрій має вигляд двох оливних контурів з непрямою взаємодією, один внутрішній і один зовнішній контур. Внутрішній контур переносить енергію від нагрітих поверхонь до оливи. У зовнішньому контурі трансформаторна олива переносить тепло до вторинного охолоджувального середовища. Трансформатори зазвичай охолоджуються атмосферним повітрям.
Види охолоджувачів:
1. Радіатори, бувають різних типів. Переважно вони утворюються системою пласких каналів у пластинах з торцевим зварним швом, які сполучають верхній і нижній колектори.
2. Гофрований бак є одночасно і баком і охолоджувальною поверхнею для розподільних трансформаторів малої та середньої потужності. Такий бак має кришку, гофровані стінки бака і нижню коробку.
3. Вентилятори.Для великих вузлів можливе використання підвісних вентиляторів під радіаторами або збоку від них для забезпечення примусового руху повітря і природного оливного і примусового повітряного охолодження. Це може збільшити навантажувальну здатність трансформаторів приблизно на 25 %.
4. Теплообмінники з примусовим обертанням оливи, повітря. У великих трансформаторах відведення тепла за допомогою природної циркуляції крізь радіатори вимагає багато місця. Потреба в просторі для компактних охолоджувачів набагато нижча, ніж для простих радіаторних батарей. З точки зору заощадження місця може виявитися вигідним використовувати компактні охолоджувачі зі значним аеродинамічним опором, що вимагає застосування примусового прокачування оливи за допомогою насоса і потужних вентиляторів для нагнітання повітря.
5. Оливо-водяні охолоджувачі, зазвичай, виконують у вигляді циліндричних трубчастих теплообмінників зі знімними трубками. Такі теплообмінники знайшли широке застосування і вони вважаються класичними конструкціями.

### Обладнання для регулювання напруги
Більшість трансформаторів обладнано засобами для зміни коефіцієнта трансформації шляхом додавання або зменшення числа частини витків обвитки.
Різновиди перемикачів числа витків трансформатора:
1. Перемикачі числа витків без навантаження — перемикачі без збудження (ПБЗ);
2. Перемикачі числа витків під навантаженням — регулювання під навантаженням (РПН)

## Додаткове навісне обладнання силового трансформатора

### Газове реле
Дія газового захисту ґрунтується на тому, що будь які, навіть незначні, пошкодження, а також підвищені температури всередині бака трансформатора, викликають розкладання оливи та органічної ізоляції, що супроводжується виділенням газу. Інтенсивність газоутворення і хімічний склад газу залежать від характеру та розмірів пошкодження. Через це захист виконується так, щоби за повільного газоутворення, подавався попереджувальний сигнал, а за бурхливого газоутворення, що виникає під час коротких замикань, відбувалося вимкнення пошкодженого трансформатора. Водночас, газовий захист спрацьовує за небезпечного зниження рівня оливи в баку трансформатора. Газове реле, зазвичай, встановлюється у сполучній трубці між баком та розширником.

### Індикація температури оливи й обвиток
Занадто висока температура всередині бака трансформатора прискорює термічне старіння ізоляції, що зрештою спричинює скорочення терміну служби автотрансформатора. Застосування покажчиків температури (термосигналізатор) дозволяє підтримувати температуру  трансформаторної оливи і обвиток і завдяки керуванню групами вентиляторів, тримати її на відповідному рівні, а в крайніх випадках — вимикати трансформатор.

### Вмонтовані трансформатори струму
Трансформатори служать для передавання сигналу вимірювальної інформації приладам вимірювання, захисту, автоматики, сигналізації та керування в електричних установках змінного струму частоти 50 і 60 Гц.
Трансформатори струму можуть розташовуватися усередині силового трансформатора, часто поблизу заземленого рукава з боку оливо прохідних ізоляторів, а також на низьковольтних шинах.

### Пристрої безперервної регенерації масла
Під час тривалої роботи, всередині оливного трансформатора, з'являється вода і шлам. Шлам здебільшого утворюється від розкладання оливи, вода — як наслідок потрапляння повітря під час температурних змін об'єму оливи у негерметичних конструкціях бака (так зване «дихання трансформатора»), а також, як побічний продукт під час хімічних реакцій розкладання оливи. Через це, трансформатори потужностями 160 кВА та вище, забезпечуються пристроями безперервної регенерації масла. Останні поділяються на термосифонні та адсорбційні, відмінність між якими полягає у способах переміщення оливи крізь них. Термосифонні пристрої розміщують безпосередньо на баку трансформатора. Адсорбційні-ж встановлюються на окремих підвалинах.
У термосифонних пристроях використовується природне обертання (при нагріванні олива піднімається вгору, проходячи крізь термосифонний фільтр, потім охолонувши, опускається на дно бака трансформатора і знову потрапляє у фільтр тощо). Термосифонні пристрої безперервної регенерації застосовуються на трансформаторах відносно малих розмірів. За великих габаритів, коли природна циркуляція не може створити потрібну продуктивність, застосовується адсорбційна фільтрація.
В адсорбційних фільтрах олива перекачується примусово за допомогою особливого циркуляційного насоса.
Вислід регенерації в обох видах пристроїв безперервної регенерації масла ґрунтується на застосуванні в них сорбенту. Найчастіше тут застосовується силікагель у вигляді гранул діаметром від 2,8 до 7 мм, які добре поглинають вологу. Кількість силікагелю розраховується за масою оливи трансформатора (від 0,8 до 1,25 %).

### Системи захисту оливи
Найпоширенішою системою захисту оливи є відкритий розширювальний бак, у якому повітря над рівнем трансформаторної оливи пропускається крізь вологопоглинальний пристрій, у який засипані гранули силікагелю діаметром близько 5мм. Водночас частина цього пристрою розташована зовні і має прозоре віконце, всередині якого міститься так званий індикаторний силікагель, просочений солями кобальту. У нормальному стані індикаторний силікагель має блакитне забарвлення, а від зволоження, він змінює забарвлення на рожеве, що є сигналом обслуговчому персоналу до заміни всього силікагелю у вологопоглинальному пристрої.
Часто у верхній точці розширювача встановлюють пристрій гідрозатворного типу (оливний затвор), що є першим ступенем осушення повітря, яке надходить в розширювач. Оливний затвор своїм патрубком з'єднаний з розширювачем, а у верхній частині має чашку, приварену до патрубка. Усередині чашки розташовано стінку, котра відокремлює патрубок від чашки зсередини і утворює внутрішній кільцевий канал. Зверху чашка закривається кришкою, що також має на внутрішньому боці стінку. Конструкція перешкоджає щільному закриттю чашки кришкою і створює зазор між ними, крім того внутрішня стінка кришки за фіксації, також має зазор з внутрішньою стінкою, тобто створюється лабіринтова система. Для того, щоби залучити оливний затвор слід залити в кільцевий канал чашки суху трансформаторну оливу до рівня, вказаного інструкцією, закрити кришкою і закріпити останню. Спосіб роботи пристрою наступний: повітря, потрапляє у зазор між кришкою і стінкою чашки, потім проходить крізь оливу у кільцевому каналі, частково віддаючи вологу в оливу, і надходить патрубком у силікагелевий вологопоглинач, а потім — у розширник.
Розширний бак трансформатора може бути оснащений надувною подушкою з синтетичного каучуку розташованою над рівнем оливи. Внутрішній простір подушки сполучений з атмосферою, отже вона може «вдихати» повітря, коли трансформатор охолоджується і олива стискається, та «видихати» повітря, коли трансформатор нагрівається. Іншим вирішенням плівкового захисту є розширний бак, який розділено у горизонтальній площині мембраною або діафрагмою, котра дозволяє оливі розширюватись чи стискатись без прямої взаємодії із зовнішнім повітрям.
Простір над оливою в розширному баку можна заповнити азотом. Це можна робити з балона зі стисненим газом крізь редукційний клапан. Коли трансформатор вдихає, редукційний клапан випускає азот з балона. Коли об'єм збільшується, азот виходить в атмосферу крізь вентиляційний клапан.
Трансформатори можуть мати непроникне виконання. У малих оливонаповнених розподільних трансформаторах пружний гофрований бак може врівноважувати розширення оливи. В іншому разі треба забезпечити простір над оливою всередині трансформаторного бака, заповнений сухим повітрям або азотом, щоб вони виконували роль подушки під час розширення або стиснення оливи.
Може використовуватись і поєднання різних рішень.

### Покажчики рівня оливи
Покажчики рівня оливи застосовуються для визначення її рівня в розширному баку, здебільшого, це прилади з циферблатом, або скляна трубка, що працює за принципом сполучених посудин, встановлені просто на розширному баку з індикацією рівня оливи на його торцевому боку.

### Пристрої скидання тиску
Дуговий розряд або коротке замикання, які виникають в оливонаповненому трансформаторі, зазвичай супроводжуються створенням надвисоких тисків у баку через газ, що виділяється при розкладанні і випаровуванні оливи. Пристрій скидання тиску призначений для зниження рівня цього тиску, отже й зменшення ризику розриву бака і неконтрольованого витоку оливи, який може також ускладнитися загорянням від електричної дуги і забрудненням довкілля. Згідно з ГОСТ 11677-75>, оливні трансформатори 1000 кВА та вище, повинні бути забезпечені захисним пристроєм за аварійного підвищення тиску.
Пристрої аварійного скидання тиску мають два основні виконання:
- У вигляді так званої вихлопної труби, що встановлюється з невеликим нахилом на кришці трансформатора і сполучена нижньою частиною з його внутрішнім простором. Верхня частина вихлопної труби (верх труби за рівнем розташований вище верхньої точки розширювача) зазвичай на самому кінці має загин і щільно закрита скляною мембраною, яка у разі різкого підвищення тиску, розколюється і забезпечує аварійне його скидання. Вихлопна труба встановлюється на трансформаторах з розширювачем, хоча треба зауважити, що не всі виробники встановлюють на свої трансформатори вихлопні труби, вважаючи їх малоефективними.
- У вигляді різних конструкцій клапанів. Мала вага тарілки клапана і низька механічна жорсткість пружин закриття забезпечує швидке і широке відкривання. Клапан знову повертається до звичайного закритого стану, коли надлишковий тиск скинуто. Зазвичай клапанні пристрої застосовуються в конструкціях трансформаторів не оснащених розширниками.

### Пристрої захисту від раптового підвищення тиску
Реле раптового підвищення тиску призначено для спрацьовування у разі виникнення пружної оливної хвилі в баку трансформатора за серйозних замикань. Це пристрій здатний розрізняти швидке та повільне наростання тиску і автоматично вимикає силовий вимикач, якщо тиск зростає швидше, ніж задано.

### Пристрої захисту від ушкоджень
Для захисту силових трансформаторів використовуються елементи релейного захисту та автоматики, на трансформаторах для напруг 6/10 кВ частіше використовуються плавкі запобіжники.

### Витратоміри
Для контролю подавання оливи насосами в трансформаторах з примусовим охолодженням, встановлюються оливні витратоміри манометричного типу. Витратоміри також застосовуються для вимірювання витрати води у трансформаторах з водяним охолодженням. Зазвичай, витратоміри обладнано аварійною сигналізацією. Вони також можуть мати циферблатний індикатор.

## Класифікація силових трансформаторів
Силові трансформатори поділяються:
- за кліматичним виконанням та категорією розташування — на трансформатори, що призначено для роботи за нормальних умов, і на трансформатори, які призначено для роботи в спеціальних умовах[5][4].

Для роботи трансформаторів за нормальних умов потрібно:
висота установлення над рівнем моря — не більше 1000 м, крім трансформаторів класу напруги 750 кВ, для яких висота установлення над рівнем моря — не більше 500 м;
категорія виконання У згідно з ГОСТ 15150—69 та ГОСТ 15543-89Е.
середньодобова температура повітря — не більше 30 °С і середньорічна температура повітря — не більше 20 °С;
температура охолоджувальної води — не більше 25 °С на вході до охолодника.
Для роботи трансформаторів у спеціальних умовах потрібно:
висота установлення над рівнем моря для трансформаторів класів напруги до 500 кВ — більше 1000 м, але не більше, ніж 3500 м;
категорія виконання — ХЛ або УХЛ згідно з ГОСТ 15150—69, ГОСТ 15543-89Е;
температура охолоджувальної води — більше 25 °С, але не більше 33 °С.
- за видом ізолювального та охолоджувального середовища — на оливні та сухі трансформатори. Трансформатори з напругою 35 кВ і вище випускаються лише з оливним охолодженням і зазвичай, встановлюються на відкритому повітрі;
- за типами, що визначають призначення та особливості конструкції, — однофазні або трифазні, з можливістю регулювання під навантаженням (РПН), перемикачі без збудження (далі — ПБЗ) тощо.

## Умовні позначення силових трансформаторів

Структурна схема умовної познаки силового трансформатора за ГОСТ 11677-85

Літерна частина умовного позначення повинна містити позначення у наступному порядку:
1. Призначення трансформатора (може бути відсутнім)
А — автотрансформатор
Э — електропічний
2. Кількість фаз
О — однофазний трансформатор
Т — трифазний трансформатор
3. Розщеплення обмоток (може бути відсутнім)
Р — розщеплена обмотка НН;
4. Система охолодження
  1. Сухі трансформатори
С — природне повітряне при відкритому виконанні
СЗ — природне повітряне при захищеному виконанні
СГ — природне повітряне при герметичному виконанні
СД — повітряне з дуттям
  2. Масляні трансформатори
М — природне оливне
МЗ — з природним оливним охолодженням із захистом за допомогою захисної азотної подушки без розширника
Д — оливне з дуттям і природним обертанням оливи
ДЦ — оливне з дуттям і примусовою циркуляцією оливи
Ц — оливно-водяне з примусовою циркуляцією оливи
  3. З негорючим рідким діелектриком
Н — природне охолодження негорючим рідким діелектриком
НД — охолодження негорючим рідким діелектриком з дуттям
5. Особливість трансформатора (може бути відсутнім)
Л — виконання трансформатора з литою ізоляцією;
Т — три-обвитковий трансформатор (Для двообмоткових трансформаторів не вказують);
Н — трансформатор з регулюванням під навантаженням (РПН);
З — трансформатор без розширника, з природним масляним охолодженням або з охолодженням негорючим рідким діелектриком із захистом за допомогою азотної подушки;
Ф — трансформатор з розширником і виводами, змонтованими у фланцях на стінках бака;
Г — трансформатор у гофробаку без розширника — «герметичне виконання»;
6. Призначення (може бути відсутнім)
С — виконання трансформатора для власних потреб електростанцій
П — для ліній передачі постійного струму
М — виконання трансформатора для металургійного виробництва
ПН — виконання для живлення заглиблених електронасосів.

Для автотрансформаторів за класів напруги з боку СН або НН 110 кВ і вище після класу напруги з боку ВН через косу риску вказують клас напруги з боку СН або НН.
Примітка. Для трансформаторів, виготовлених до 01.07.87, допускається вказувати останні дві цифри року випуску робочих креслень.
Приклад умовних познак:
- трансформатора трифазного сухого з природним повітряним охолодженням при захищеному виконанні, двообмоткового, потужністю 100 кВ•А, класу напруги 10 кВ, виконання У категорії 3 за ГОСТ 15150[6]:

ТСЗ-100/10-У3;
- трансформатора трифазного масляного з охолодженням з природним циркулюванням повітря або оливи, двообмоткового, з регульованою напругою під навантаженням, потужністю 2500 кВ•А, класу напруги 110 кВ, виконання У категорії 1 за ГОСТ 15150:

ТМН-2500/110-У1;
- автотрансформатора трифазного оливного з охолодженням при примусовому циркулюванні повітря й оливи з не спрямованим потоком оливи, три-обвиткового, з регулюванням напруги під навантаженням, потужністю 200000 кВ•А, класу напруги обвитки ВН — 330 кВ, класу напруги обвитки — СН — 110 кВ, виконання У категорії 1 за ГОСТ 15150:

АТДЦТН-200000/330/110-У1.
| Умовна познака виду охолодження                | Умовна познака виду охолодження    | Вид системи охолодження трансформатора                                                                                  |
| ГОСТ 11677-85                                  | IEC 60076-2:1993 IEC 60076-11:2004 | Вид системи охолодження трансформатора                                                                                  |
| ---------------------------------------------- | ---------------------------------- | --- |
| Сухі трансформатори                            |                                    | |
| С                                              | AN                                 | Природне повітряне при відкритому виконанні                                                                             |
| СЗ                                             | ANAN                               | Природне повітряне при захищеному виконанні                                                                             |
| СГ                                             | ANAN                               | Природне повітряне при герметичному виконанні                                                                           |
| СД                                             | ANAF                               | Повітряне з примусовою циркуляцією повітря                                                                              |
| Оливні трансформатори                          |                                    | |
| М                                              | ONAN                               | Природна циркуляція повітря і оливи                                                                                     |
| Д                                              | ONAF                               | Примусова циркуляція повітря і природна циркуляція оливи                                                                |
| МЦ                                             | OFAN                               | Природна циркуляція повітря і примусова циркуляція оливи з неспрямованим потоком оливи                                  |
| НМЦ                                            | ODAN                               | Природна циркуляція повітря і примусова циркуляція оливи із спрямованим потоком оливи                                   |
| ДЦ                                             | OFAF                               | Примусова циркуляція повітря й оливи з неспрямованим потоком оливи                                                      |
| НДЦ                                            | ODAF                               | Примусова циркуляція повітря й оливи із спрямованим потоком оливи                                                       |
| Ц                                              | OFWF                               | Примусова циркуляція води й оливи з неспрямованим потоком оливи                                                         |
| НЦ                                             | ODWF                               | Примусова циркуляція води й оливи із спрямованим потоком оливи                                                          |
| Трансформатори з негорючим рідким діелектриком |                                    | |
| Н                                              | LNAF                               | Природне охолодження негорючим рідким діелектриком                                                                      |
| НД                                             | LNAF                               | Охолодження негорючим рідким діелектриком із примусовим обертанням повітря                                              |
| ННД                                            | LFAF                               | Охолодження негорючим рідким діелектриком із примусовою циркуляцією повітря і з спрямованим потоком рідкого діелектрика |

## Провідні підприємства України у галузі розробки та виробництва силових трансформаторів
- Український науково-дослідний, проєктно-конструкторський і технологічний інститут трансформаторобудування (ПАТ «ВІТ»)
- ПАТ «Запоріжтрансформатор»
- ПАТ «Запорізький завод надпотужних трансформаторів»
- ПАТ «Завод малогабаритних трансформаторів» (м. Запоріжжя)
- ТОВ "Укрелектроапарат" (м. Хмельницький)